# Road Race Showcase 2022
Navigation
Édition précédente Édition suivante
La 55e édition du Road America 500 2025 (officiellement appelé le 2022 IMSA Fastlane SportsCar Weekend) a été une course de voitures de sport organisée sur le circuit de Road America au Wisconsin, aux États-Unis, qui s'est déroulée du 4 août 2022 au 7 août 2022. Il s'agissait de la dixième manche du championnat WeatherTech SportsCar Championship 2022 et toutes les catégories de voitures du championnat ont participé à la course.

## Course

### Classement de la course
Voici le classement officiel au terme de la course.
- Les vainqueurs de chaque catégorie sont signalés par un fond jauni.
- Pour la colonne Pneus, il faut passer le curseur au-dessus du modèle pour connaître le manufacturier de pneumatiques.

| Pos     | Classe  | no | Écurie                                 | Pilotes                                 | Châssis                                 | Pneus | Tours | Temps               |
| ------- | ------- | -- | -------------------------------------- | --------------------------------------- | --------------------------------------- | ----- | ----- | ------------------- |
| Pos     | Classe  | no | Écurie                                 | Pilotes                                 | Moteur                                  | Pneus | Tours | Temps               |
| 1       | DPi     | 10 | Konica Minolta Acura                   | Filipe Albuquerque Ricky Taylor         | Acura ARX-05                            | M     | 64    | 2 h 40 min 44 s 167 |
| 1       | DPi     | 10 | Konica Minolta Acura                   | Filipe Albuquerque Ricky Taylor         | Acura AR35TT 3,5 L V6 Turbo             | M     | 64    | 2 h 40 min 44 s 167 |
| 2       | DPi     | 02 | Cadillac Racing                        | Earl Bamber Alex Lynn                   | Cadillac DPi-V.R                        | M     | 64    | + 1 s 463           |
| 2       | DPi     | 02 | Cadillac Racing                        | Earl Bamber Alex Lynn                   | Cadillac 5,5 L V8 Atmo                  | M     | 64    | + 1 s 463           |
| 3       | DPi     | 01 | Cadillac Racing                        | Sébastien Bourdais Renger van der Zande | Cadillac DPi-V.R                        | M     | 64    | + 1 s 981           |
| 3       | DPi     | 01 | Cadillac Racing                        | Sébastien Bourdais Renger van der Zande | Cadillac 5,5 L V8 Atmo                  | M     | 64    | + 1 s 981           |
| 4       | DPi     | 60 | Meyer Shank Racing avec Curb Agajanian | Tom Blomqvist Oliver Jarvis             | Acura ARX-05                            | M     | 64    | + 3 s 819           |
| 4       | DPi     | 60 | Meyer Shank Racing avec Curb Agajanian | Tom Blomqvist Oliver Jarvis             | Acura AR35TT 3,5 L V6 Turbo             | M     | 64    | + 3 s 819           |
| 5       | DPi     | 5  | JDC Miller Motorsports                 | Tristan Vautier Richard Westbrook       | Cadillac DPi-V.R                        | M     | 64    | + 7 s 003           |
| 5       | DPi     | 5  | JDC Miller Motorsports                 | Tristan Vautier Richard Westbrook       | Cadillac 5,5 L V8 Atmo                  | M     | 64    | + 7 s 003           |
| 6       | DPi     | 31 | Whelen Engineering Racing              | Olivier Pla Pipo Derani                 | Cadillac DPi-V.R                        | M     | 64    | + 7 s 189           |
| 6       | DPi     | 31 | Whelen Engineering Racing              | Olivier Pla Pipo Derani                 | Cadillac 5,5 L V8 Atmo                  | M     | 64    | + 7 s 189           |
| 7       | LMP2    | 18 | Era Motorsport                         | Ryan Dalziel Dwight Merriman            | Oreca 07                                | M     | 64    | + 19 s 642          |
| 7       | LMP2    | 18 | Era Motorsport                         | Ryan Dalziel Dwight Merriman            | Gibson GK428 4,2 L V8 Atmo              | M     | 64    | + 19 s 642          |
| 8       | LMP2    | 8  | Tower Motorsport                       | Louis Delétraz John Farano              | Oreca 07                                | M     | 64    | + 20 s 358          |
| 8       | LMP2    | 8  | Tower Motorsport                       | Louis Delétraz John Farano              | Gibson GK428 4,2 L V8 Atmo              | M     | 64    | + 20 s 358          |
| 9       | LMP2    | 20 | High Class Racing                      | Dennis Andersen Fabio Scherer           | Oreca 07                                | M     | 64    | + 21 s 147          |
| 9       | LMP2    | 20 | High Class Racing                      | Dennis Andersen Fabio Scherer           | Gibson GK428 4,2 L V8 Atmo              | M     | 64    | + 21 s 147          |
| 10      | LMP2    | 11 | PR1/Mathiasen Motorsports              | Steven Thomas Tristan Nunez             | Oreca 07                                | M     | 64    | + 21 s 944          |
| 10      | LMP2    | 11 | PR1/Mathiasen Motorsports              | Steven Thomas Tristan Nunez             | Gibson GK428 4,2 L V8 Atmo              | M     | 64    | + 21 s 944          |
| 11      | LMP2    | 52 | PR1/Mathiasen Motorsports              | Patrick Kelly Josh Pierson              | Oreca 07                                | M     | 64    | + 24 s 339          |
| 11      | LMP2    | 52 | PR1/Mathiasen Motorsports              | Patrick Kelly Josh Pierson              | Gibson GK428 4,2 L V8 Atmo              | M     | 64    | + 24 s 339          |
| 12      | LMP2    | 81 | DragonSpeed USA                        | Henrik Hedman Juan Pablo Montoya        | Oreca 07                                | M     | 64    | + 35 s 124          |
| 12      | LMP2    | 81 | DragonSpeed USA                        | Henrik Hedman Juan Pablo Montoya        | Gibson GK428 4,2 L V8 Atmo              | M     | 64    | + 35 s 124          |
| 13      | LMP3    | 74 | Riley Motorsports                      | Felipe Fraga Gar Robinson               | Ligier JS P320                          | M     | 62    | + 2 tours           |
| 13      | LMP3    | 74 | Riley Motorsports                      | Felipe Fraga Gar Robinson               | Nissan VK56DE 5,6 L V8 Atmo             | M     | 62    | + 2 tours           |
| 14      | LMP3    | 13 | AWA                                    | Matthew Bell Orey Fidani                | Duqueine M30 - D08                      | M     | 62    | + 2 tours           |
| 14      | LMP3    | 13 | AWA                                    | Matthew Bell Orey Fidani                | Nissan VK56DE 5,6 L V8 Atmo             | M     | 62    | + 2 tours           |
| 15      | LMP3    | 54 | CORE Autosport                         | Jon Bennett (en) Colin Braun            | Ligier JS P320                          | M     | 62    | + 2 tours           |
| 15      | LMP3    | 54 | CORE Autosport                         | Jon Bennett (en) Colin Braun            | Nissan VK56DE 5,6 L V8 Atmo             | M     | 62    | + 2 tours           |
| 16      | LMP3    | 30 | Jr III Racing                          | Ari Balogh Garett Grist                 | Ligier JS P320                          | M     | 62    | + 2 tours           |
| 16      | LMP3    | 30 | Jr III Racing                          | Ari Balogh Garett Grist                 | Nissan VK56DE 5,6 L V8 Atmo             | M     | 62    | + 2 tours           |
| 17      | LMP3    | 58 | MLT Motorsports                        | Dakota Dickerson Josh Sarchet           | Ligier JS P320                          | M     | 62    | + 2 tours           |
| 17      | LMP3    | 58 | MLT Motorsports                        | Dakota Dickerson Josh Sarchet           | Nissan VK56DE 5,6 L V8 Atmo             | M     | 62    | + 2 tours           |
| 18      | LMP3    | 38 | Performance Tech Motorsports           | James French Cameron Shields (en)       | Ligier JS P320                          | M     | 62    | + 2 tours           |
| 18      | LMP3    | 38 | Performance Tech Motorsports           | James French Cameron Shields (en)       | Nissan VK56DE 5,6 L V8 Atmo             | M     | 62    | + 2 tours           |
| 19      | LMP3    | 90 | JDC Miller Motorsports                 | Gerry Kraut Scott Andrews               | Duqueine M30 - D08                      | M     | 61    | + 3 tours           |
| 19      | LMP3    | 90 | JDC Miller Motorsports                 | Gerry Kraut Scott Andrews               | Nissan VK56DE 5,6 L V8 Atmo             | M     | 61    | + 3 tours           |
| 20      | GTD Pro | 14 | Vasser-Sullivan Racing                 | Jack Hawksworth Ben Barnicoat           | Lexus RC F GT3                          | M     | 61    | + 3 tours           |
| 20      | GTD Pro | 14 | Vasser-Sullivan Racing                 | Jack Hawksworth Ben Barnicoat           | Toyota 2UR 5,0 L V8 Atmo                | M     | 61    | + 3 tours           |
| 21      | GTD Pro | 9  | Pfaff Motorsports                      | Matt Campbell Mathieu Jaminet           | Porsche 911 GT3 R                       | M     | 61    | + 3 tours           |
| 21      | GTD Pro | 9  | Pfaff Motorsports                      | Matt Campbell Mathieu Jaminet           | Porsche MA1.76/MDG.G 4,0 L Flat-6 Atmo  | M     | 61    | + 3 tours           |
| 22      | GTD Pro | 3  | Corvette Racing                        | Antonio García Jordan Taylor            | Chevrolet Corvette C8.R GTD             | M     | 61    | + 3 tours           |
| 22      | GTD Pro | 3  | Corvette Racing                        | Antonio García Jordan Taylor            | Chevrolet 5,5 L V8 Atmo                 | M     | 61    | + 3 tours           |
| 23      | GTD Pro | 23 | Heart of Racing Team                   | Ross Gunn Alex Riberas                  | Aston Martin Vantage AMR GT3            | M     | 61    | + 3 tours           |
| 23      | GTD Pro | 23 | Heart of Racing Team                   | Ross Gunn Alex Riberas                  | Aston Martin 4,0 L V8 Turbo             | M     | 61    | + 3 tours           |
| 24      | LMP3    | 36 | Andretti Autosport                     | Jarett Andretti (en) Gabby Chaves       | Ligier JS P320                          | M     | 61    | + 3 tours           |
| 24      | LMP3    | 36 | Andretti Autosport                     | Jarett Andretti (en) Gabby Chaves       | Nissan VK56DE 5,6 L V8 Atmo             | M     | 61    | + 3 tours           |
| 25      | GTD     | 57 | Winward Racing                         | Philip Ellis Russell Ward (en)          | Mercedes-AMG GT3 Evo                    | M     | 60    | + 4 tours           |
| 25      | GTD     | 57 | Winward Racing                         | Philip Ellis Russell Ward (en)          | Mercedes-Benz M159 6,2 L V8 Atmo        | M     | 60    | + 4 tours           |
| 26      | GTD     | 39 | CarBahn avec Peregrine Racing          | Robert Megennis Jeff Westphal           | Lamborghini Huracán GT3 Evo             | M     | 60    | + 4 tours           |
| 26      | GTD     | 39 | CarBahn avec Peregrine Racing          | Robert Megennis Jeff Westphal           | Lamborghini 5,2 L V10 Atmo              | M     | 60    | + 4 tours           |
| 27      | GTD     | 12 | Vasser-Sullivan Racing                 | Frankie Montecalvo Aaron Telitz         | Lexus RC F GT3                          | M     | 60    | + 4 tours           |
| 27      | GTD     | 12 | Vasser-Sullivan Racing                 | Frankie Montecalvo Aaron Telitz         | Toyota 2UR 5,0 L V8 Atmo                | M     | 60    | + 4 tours           |
| 28      | GTD     | 1  | Paul Miller Racing                     | Bryan Sellers Madison Snow              | BMW M4 GT3                              | M     | 60    | + 4 tours           |
| 28      | GTD     | 1  | Paul Miller Racing                     | Bryan Sellers Madison Snow              | BMW S58B30T0 3,0 L i6 M TwinPower Turbo | M     | 60    | + 4 tours           |
| 29      | GTD     | 42 | NTe Sport/SSR                          | Jaden Conwright Marco Holzer            | Lamborghini Huracán GT3 Evo             | M     | 60    | + 4 tours           |
| 29      | GTD     | 42 | NTe Sport/SSR                          | Jaden Conwright Marco Holzer            | Lamborghini 5,2 L V10 Atmo              | M     | 60    | + 4 tours           |
| 30      | GTD     | 27 | Heart of Racing Team                   | Roman De Angelis (en) Maxime Martin     | Aston Martin Vantage AMR GT3            | M     | 60    | + 4 tours           |
| 30      | GTD     | 27 | Heart of Racing Team                   | Roman De Angelis (en) Maxime Martin     | Aston Martin 4,0 L V8 Turbo             | M     | 60    | + 4 tours           |
| 31      | GTD     | 16 | Wright Motorsports                     | Ryan Hardwick Jan Heylen                | Porsche 911 GT3 R                       | M     | 60    | + 4 tours           |
| 31      | GTD     | 16 | Wright Motorsports                     | Ryan Hardwick Jan Heylen                | Porsche MA1.76/MDG.G 4,0 L Flat-6 Atmo  | M     | 60    | + 4 tours           |
| 32      | GTD     | 32 | Gilbert / Korthoff Motorsports         | Mike Skeen (en) Stevan McAleer          | Mercedes-AMG GT3 Evo                    | M     | 59    | + 5 tours           |
| 32      | GTD     | 32 | Gilbert / Korthoff Motorsports         | Mike Skeen (en) Stevan McAleer          | Mercedes-Benz M159 6,2 L V8 Atmo        | M     | 59    | + 5 tours           |
| 33      | GTD     | 51 | Rick Ware Racing                       | Ryan Eversley (en) Aidan Read           | Acura NSX GT3 Evo22                     | M     | 59    | + 5 tours           |
| 33      | GTD     | 51 | Rick Ware Racing                       | Ryan Eversley (en) Aidan Read           | Acura 3,5 L V6 Turbo                    | M     | 59    | + 5 tours           |
| 34      | GTD     | 96 | Turner Motorsport                      | Bill Auberlen Robby Foley               | BMW M4 GT3                              | M     | 59    | + 5 tours           |
| 34      | GTD     | 96 | Turner Motorsport                      | Bill Auberlen Robby Foley               | BMW S58B30T0 3,0 L i6 M TwinPower Turbo | M     | 59    | + 5 tours           |
| 35      | GTD Pro | 79 | WeatherTech Racing                     | Cooper MacNeil Daniel Juncadella        | Mercedes-AMG GT3 Evo                    | M     | 59    | + 5 tours           |
| 35      | GTD Pro | 79 | WeatherTech Racing                     | Cooper MacNeil Daniel Juncadella        | Mercedes-Benz M159 6,2 L V8 Atmo        | M     | 59    | + 5 tours           |
| 36      | GTD Pro | 25 | BMW Team RLL                           | Connor De Phillippi John Edwards        | BMW M4 GT3                              | M     | 56    | + 8 tours           |
| 36      | GTD Pro | 25 | BMW Team RLL                           | Connor De Phillippi John Edwards        | BMW S58B30T0 3,0 L i6 M TwinPower Turbo | M     | 56    | + 8 tours           |
| 37 Abd. | LMP3    | 33 | Sean Creech Motorsport                 | João Barbosa Malthe Jakobsen            | Ligier JS P320                          | M     | 40    | Contact             |
| 37 Abd. | LMP3    | 33 | Sean Creech Motorsport                 | João Barbosa Malthe Jakobsen            | Nissan VK56DE 5,6 L V8 Atmo             | M     | 40    | Contact             |

## Pole position et record du tour
- Pole position :  Filipe Albuquerque (#10 Konica Minolta Acura) en 1 min 48 s 915
- Meilleur tour en course :  Alex Lynn (#02 Cadillac Racing) en 1 min 51 s 636

## Tours en tête
- no 10 Acura ARX-05 -Konica Minolta Acura : 30 tours (1-19 / 54-64)[2]
- no 5 Cadillac DPi-V.R - JDC Miller Motorsports : 26 tours (20-45)
- no 81 Oreca 07 - DragonSpeed USA : 1 tours (46)
- no 60 Acura ARX-05 - Meyer Shank Racing : 7 tours (47-53)

## À noter
- Longueur du circuit : 4,048 miles
- Distance parcourue par les vainqueurs : 259,072 miles